# Laguna Lasuntay
La laguna Lasuntay, también llamada Lazo Huntay, es un cuerpo de agua dulce de origen glaciar ubicado en la Cordillera Huaytapallana en la región Junín, Perú. Se ubica al pie del nevado Huaytapallana a una altitud de 4800 m s. n. m.
La laguna Lasuntay descarga sus aguas al río Shullcas y es una de las fuentes de agua potable para la ciudad de Huancayo.
La laguna se encuentra parcialmente represada a través de un dique de 30 m de longitud. La laguna ha sido descargada por motivos de seguridad, evitando así posibles aluviones y deslizamientos.
Desde el 2017, el Gobierno regional de Junín ha prohibido la realización de ofrendas o pagos en la laguna.

## Ubicación
La laguna Lasuntay se encuentra ubicada en el distrito de Huancayo, en la provincia de Huancayo, en la región Junín en Perú. La laguna es parte del Área de conservación regional Huaytapallana.